# Pterostylis atriola
Pterostylis atriola är en orkidéart som beskrevs av David Lloyd Jones. Pterostylis atriola ingår i släktet Pterostylis och familjen orkidéer.
Artens utbredningsområde är Tasmanien. Inga underarter finns listade i Catalogue of Life.